# Orhan Geidarowitsch Dschemal

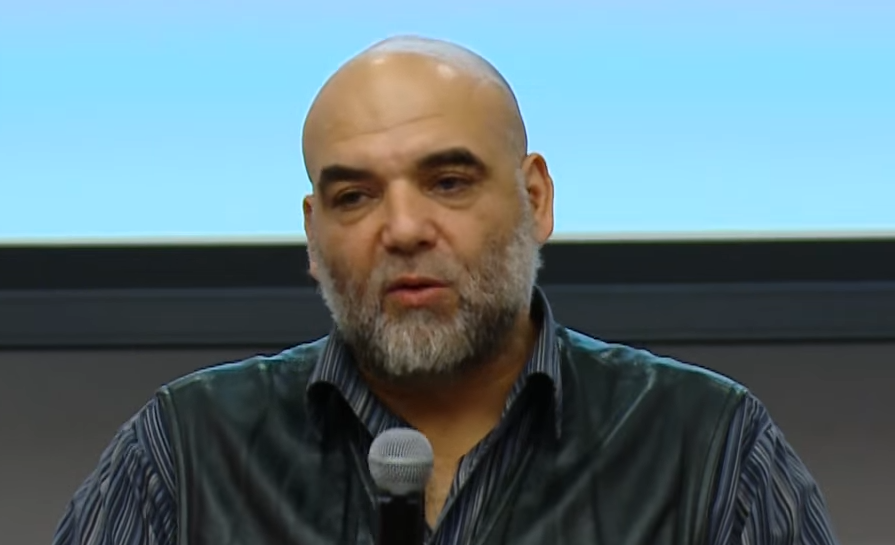
Orhan Geidarowitsch Dschemal

Orhan Geidarowitsch Dschemal (russisch Орха́н Гейда́рович Джема́ль, auch Orhan Cemal, Orhan Jamal transkribiert; * 12. November 1966 in Moskau, Sowjetunion; † 30. Juli 2018 oder 31. Juli 2018 in Sibut, Zentralafrikanische Republik) war ein russischer Journalist.

## Leben
Orhan Dschemal kam in Moskau zur Welt. Sein Vater war Geidar Dschemal, ein russisch-islamischer Sozialaktivist.
1984 begann er sein Studium am Moskauer Institut der Geologischen Erkundungen (heute Sergo Ordzonikidze Staatliche Universität der Geologischen Erkundungen). Von 1985 bis 1987 leistete er seinen Militärdienst bei den Luftlandetruppen nahe Mukatschewo. Nach dem Ende des Militärdiensts setzte er sein Studium bis ins Jahr 1990 fort.
Seit dem Jahr 1995 war Dschemal als Journalist tätig. Er arbeitete mit verschiedenen Zeitschriften sowie Wescherniaja Moskwa, Nezawissimaja Gazeta, Wersija, Russki Newsweek zusammen. Er war im Ostkaukasus, Afghanistan, dem Irak, Syrien und in anderen arabischen Staaten als Journalist tätig. 2000 war er einer Gründer der Union der religiösen Journalisten, 2003 gründete er die Muslimische Union der russischen Journalisten. Er war Autor eines Buches über den Kaukasuskrieg 2008, in dem er das russische Bataillon Wostok begleitete. Im Jahr 2011 war er als Sonderkorrespondent in Libyen tätig und wurde in der Nacht des 22. August schwer verletzt.
Als Militärexperte nahm er an verschiedenen Fernsehsendungen teil, in denen er sich gegen die russische Krimannexion wandte.
Am 31. Juli 2018 wurde bekannt, dass er mit den russischen Journalisten Alexander Rastorgujew und Kirill Radschenko in der Zentralafrikanischen Republik getötet wurde. Dort wollte er über die Gruppe Wagner einen Film drehen.

## Dokumentation
- Benoît Bringer: Die Wagner-Gruppe – Russlands geheime Söldner (2/2). Arte 2023, 52 Min. (abrufbar bis 6. Dezember 2023).